# Аврахам Хефнер
Аврахам Хефнер (Хајфа, 7. мај 1935 — Тел Авив, 19. септембар 2014) био је израелски филмски и телевизијски редитељ, сценариста, аутор и професор на Универзитету Тел Авив. Био је добитник награде за животно достигнуће Опхир.
Служио је у Израелској одбрамбеној војсци. Након завршетка службе, студирао је француску књижевност у Паризу. По његовим речима, љубав према филму јавила му се у 17 години када је почео своју каријеру као глумац. Први филм који је режирао био је Слов Даун из 1967. године.
Године 2004. је освојио Опхир награду за његова животна достигнућа у израелским биоскопима. Умро је 19. септембра 2014. године.